# Calliopsis linsleyi
Calliopsis linsleyi là một loài Hymenoptera trong họ Andrenidae. Loài này được Rozen mô tả khoa học năm 1958.